# Copa del Rey de baloncesto 2008
La 72.ª edición de la Copa del Rey de baloncesto se disputó en el Pabellón Fernando Buesa Arena de Vitoria del 7 al 10 de febrero de 2008.
Contó con la participación de ocho equipos: TAU Cerámica, Iurbentia Bilbao, FC Barcelona, Real Madrid, Pamesa Valencia, Unicaja de Málaga, DKV Joventut y Akasvayu Girona. El campeón en la final del 10 de febrero fue el DKV Joventut, que se impuso al anfitrión, el TAU Cerámica, por 80-82, en una apretada final.

## Cuadro de partidos
|  | Cuartos de final  | Cuartos de final |                  |              | Semifinales  | Semifinales  |  |              | Final         | Final         |  |
|  | 7 y 8 de febrero  | 7 y 8 de febrero |                  |              | 9 de febrero | 9 de febrero |  |              | 10 de febrero | 10 de febrero |  |
|  |                   |                  |                  |              |              |              |  |              |               |               |  |
|  |                   |                  |                  |              |              |              |  |              |               |               |  |
|  | TAU Cerámica      | 78               |                  |              |              |              |  |              |               |               |  |
|  | TAU Cerámica      | 78               |                  |              |              |              |  |              |               |               |  |
|  | Unicaja de Málaga | 71               |                  |              |              |              |  |              |               |               |  |
|  | Unicaja de Málaga | 71               |                  | TAU Cerámica | 68           |              |  |              |               |               |  |
|  |                   |                  |                  | TAU Cerámica | 68           |              |  |              |               |               |  |
|  |                   |                  | Iurbentia Bilbao | 66           |              |              |  |              |               |               |  |
|  | Iurbentia Bilbao  | 70               | Iurbentia Bilbao | 66           |              |              |  |              |               |               |  |
|  | Iurbentia Bilbao  | 70               |                  |              |              |              |  |              |               |               |  |
|  | FC Barcelona      | 69               |                  |              |              |              |  |              |               |               |  |
|  | FC Barcelona      | 69               |                  |              |              |              |  | TAU Cerámica | 80            |               |  |
|  |                   |                  |                  |              |              |              |  | TAU Cerámica | 80            |               |  |
|  |                   |                  | DKV Joventut     | 82           |              |              |  |              |               |               |  |
|  | DKV Joventut      | 84               | DKV Joventut     | 82           |              |              |  |              |               |               |  |
|  | DKV Joventut      | 84               |                  |              |              |              |  |              |               |               |  |
|  | Pamesa Valencia   | 59               |                  |              |              |              |  |              |               |               |  |
|  | Pamesa Valencia   | 59               |                  | Real Madrid  | 76           |              |  |              |               |               |  |
|  |                   |                  |                  | Real Madrid  | 76           |              |  |              |               |               |  |
|  |                   |                  | DKV Joventut     | 81           |              |              |  |              |               |               |  |
|  | Real Madrid       | 73               | DKV Joventut     | 81           |              |              |  |              |               |               |  |
|  | Real Madrid       | 73               |                  |              |              |              |  |              |               |               |  |
|  | Akasvayu Girona   | 60               |                  |              |              |              |  |              |               |               |  |
|  | Akasvayu Girona   | 60               |                  |              |              |              |  |              |               |               |  |
|  |                   |                  |                  |              |              |              |  |              |               |               |  |

## Desarrollo

### Cuartos de final
| 7 de febrero | TAU Cerámica                                            | 78–71                                 | Unicaja                                             | |  |
| 19:00 GTM+1  | Parciales: 17-16, 23-17, 13-22, 25-16                   | Parciales: 17-16, 23-17, 13-22, 25-16 | Parciales: 17-16, 23-17, 13-22, 25-16               | |  |
|              | Estadísticas Rakočević 19 Vidal, McDonald 7 Rakočević 5 | Reporte Pts Reb Asts                  | Estadísticas Haislip 17 Cabezas, N'Dong 5 Cabezas 4 | Pabellón: Fernando Buesa Arena, Vitoria Asistencia: 9500 espectadores Árbitros: Juan Carlos Arteaga, J.R. García Ortiz, J.C García González |  |

| 7 de febrero | iurbentia Bilbao                          | 70–69                                 | AXA FC Barcelona                                   | |  |
| 21:30 GTM+1  | Parciales: 24-24, 15-10, 13-12, 18-23     | Parciales: 24-24, 15-10, 13-12, 18-23 | Parciales: 24-24, 15-10, 13-12, 18-23              | |  |
|              | Estadísticas Huertas 18 Weis 10 Huertas 8 | Reporte Pts Reb Asts                  | Estadísticas Lakovič 22 tres jugadores 6 Sánchez 7 | Pabellón: Fernando Buesa Arena, Vitoria Asistencia: 9500 espectadores Árbitros: Xavier Amorós, Daniel Hierrezuelo, Jiménez Trujillo |  |

| 8 de febrero | DKV Joventut                                   | 84–59                                 | Pamesa Valencia                             | |  |
| 17:45 GTM+1  | Parciales: 21-14, 18-19, 17-12, 28-14          | Parciales: 21-14, 18-19, 17-12, 28-14 | Parciales: 21-14, 18-19, 17-12, 28-14       | |  |
|              | Estadísticas Fernández 20 Bartoň 9 Fernández 5 | Reporte Pts Reb Asts                  | Estadísticas Douglas 17 Garcés 7 Williams 4 | Pabellón: Fernando Buesa Arena, Vitoria Asistencia: 9200 espectadores Árbitros: Juan Carlos Mitjana, Redondo, Antonio Conde |  |

| 8 de febrero | Real Madrid                                  | 73–60                                 | Akasvayu Girona                         | |  |
| 20:00 GTM+1  | Parciales: 15-20, 22-17, 15-10, 21-13        | Parciales: 15-20, 22-17, 15-10, 21-13 | Parciales: 15-20, 22-17, 15-10, 21-13   | |  |
|              | Estadísticas Bullock 20 Hervelle 8 Bullock 3 | Reporte Pts Reb Asts                  | Estadísticas Gasol 19 McDonald 6 Sada 4 | Pabellón: Fernando Buesa Arena, Vitoria Asistencia: 9500 espectadores Árbitros: Fco. De La Maza, M.A. Pérez Pérez, Oscar Perea |  |

### Semifinales
| 9 de febrero | TAU Cerámica                                             | 68–66                                 | Bilbao Basket                           | |  |
| 17:30 GTM+1  | Parciales: 10-16, 24-16, 19-15, 15-19                    | Parciales: 10-16, 24-16, 19-15, 15-19 | Parciales: 10-16, 24-16, 19-15, 15-19   | |  |
|              | Estadísticas Rakočević, Mickeal 16 Mickeal 10 Prigioni 3 | Reporte Pts Reb Asts                  | Estadísticas Lewis 16 Banić 9 Huertas 2 | Pabellón: Fernando Buesa Arena, Vitoria Asistencia: 9463 espectadores Árbitros: Juan Carlos Mitjana, Juan Carlos Arteaga, Oscar Perea |  |

| 9 de febrero | Real Madrid                              | 76–81                                 | DKV Joventut                                                   | |  |
| 20:00 GTM+1  | Parciales: 28-20, 18-24, 15-24, 15-13    | Parciales: 28-20, 18-24, 15-24, 15-13 | Parciales: 28-20, 18-24, 15-24, 15-13                          | |  |
|              | Estadísticas Bullock 20 Reyes 12 López 5 | Reporte Pts Reb Asts                  | Estadísticas Mallet 16 Bartoň, Hernández-Sonseca 5 Fernández 9 | Pabellón: Fernando Buesa Arena, Vitoria Asistencia: 9500 espectadores Árbitros: Daniel Hierrezuelo, J.R. García Ortiz, Antonio Conde |  |

### Final
| 10 de febrero | TAU Cerámica                                           | 80–82                                 | DKV Joventut                              | |  |
| 18:00 GTM+1   | Parciales: 14-13, 19-17, 25-25, 22-27                  | Parciales: 14-13, 19-17, 25-25, 22-27 | Parciales: 14-13, 19-17, 25-25, 22-27     | |  |
|               | Estadísticas Teletović 17 McDonald 7 Prigioni, Vidal 3 | Reporte Pts Reb Asts                  | Estadísticas Fernández 32 Moïso 6 Rubio 4 | Pabellón: Fernando Buesa Arena, Vitoria Asistencia: 9500 espectadores Árbitros: Xavier Amorós, Daniel Hierrezuelo, Antonio Conde |  |

| Campeones de la Copa del Rey 2008 |
| --------------------------------- |
| Bandera de Cataluña               |
| DKV Joventut 8.º título           |

## MVP de la Copa
- Rudy Fernández

| Predecesor: Copa del Rey 2007 Málaga | Copa del Rey de baloncesto 2008 Vitoria | Sucesor: Copa del Rey 2009 Madrid |

- Datos: Q4891951